# Şüşün
Şüşün è un comune dell'Azerbaigian situato nel distretto di Kürdəmir.